# Notre-Dame-des-Landes
Notre-Dame-des-Landes é uma comuna francesa na região administrativa da Pays de la Loire, no departamento de Loire-Atlantique. Estende-se por uma área de 37,4 km². Em 2010 a comuna tinha 2 248 habitantes (densidade: 60,1 hab./km²).